# Концерт для фортепиано с оркестром № 1 (Бетховен)
Концерт для фортепиано с оркестром № 1 до мажор, оп. 15 — произведение немецкого композитора Людвига ван Бетховена, написанное в 1796—1797 годах, и опубликованное в мае 1801 года. Премьера прошла в 1798 году в Праге, с самим Бетховеном в роли солиста. Во второй и последний раз композитор исполнил его спустя два года в Вене.
Несмотря на то, что это первый опубликованный фортепианный концерт Бетховена, это уже третье обращение автора к жанру, после неопубликованного концерта ми-бемоль мажор (1784) и Второго концерта для фортепиано с оркестром си-бемоль мажор, опубликованного позже первого, но написанного на десять лет раньше.

## Создание

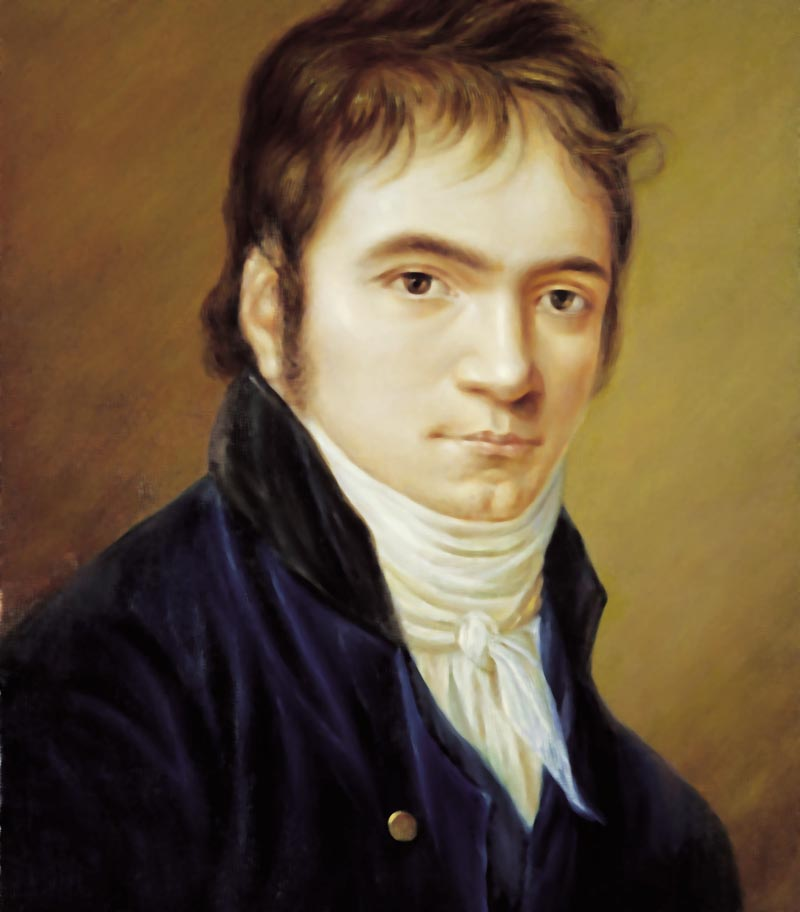
Бетховен. 1803 год.

Первые фортепианные концерты Бетховеном сочинялись под сильным влиянием Моцарта. Вместе с тем первый концерт, написанный позже второго, по своему образу приближается к бетховенской первой симфонии, сочинявшейся в то же время.
Финал, возможно, создавался намного позже двух предшествующих частей концерта. Франц Вегелер, друг и биограф Бетховена, писал, что финал был написан вечером накануне премьеры, хотя точно неизвестно, о каком именно концерте идет речь у Вегелера — о втором или первом. Таким образом, вероятно на премьере в Праге звучал другой финал.

## Строение и краткий анализ

### I. Allegro con brio

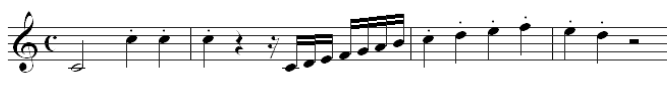
Первая фраза концерта

Первая часть написана в расширенной сонатной форме — с оркестровой экспозицией, каденцией и кодой, в тональности до мажор. Среднее время исполнения — 14-18 минут.

### II. Largo
Тональность второй части — ля-бемоль мажор, далекая от начальной тональности (классическая концертная форма подразумевает здесь фа-мажор). Как и другие медленные части подобных произведений, вторая часть построена по сложной трёхчастной форме. Среднее время исполнения — 10 минут.

### III. Rondo. Allegro scherzando (финал)
Финал — семичастное рондо, традиционное для третьей части классического концерта. Среднее время исполнения — 8-9 минут. В финале звучит мелодия Тироля. 

## Известные исполнители
- Леонард Бернстайн, видео на YouTube;